# Duel in Barranquilla

De ligging van Colombia in Zuid-Amerika.

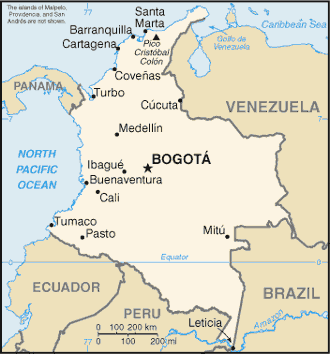
Een overzichtskaart van Colombia.

Duel in Barranquilla is een spionageroman van auteur Gérard de Villiers en is het 57e deel uit de S.A.S.-reeks met als protagonist de Oostenrijkse prins en freelance CIA-agent Malko Linge.

## Het verhaal
Het Cubaanse regime heeft een plan opgevat dat zowel haar aartsvijand de Verenigde Staten ernstig verzwakt door het land te overspoelen met cocaïne en tegelijkertijd, met de uit de drugshandel verkregen middelen, communistische pro-Castro-rebellengroepen in Centraal- en Zuid-Amerika te financieren.
Malko wordt door de CIA voor een missie naar Colombia gezonden om dit plan te saboteren omdat de Verenigde Staten niet kunnen toestaan dat linkse rebellengroepen hun invloed in de regio kunnen verstevigen en de Verenigde Staten worden overspoeld door drugs.
Colombia vormt hierin de belangrijkste schakel aangezien het land een van de grootste drugleveranciers ter wereld is.

## Personages
- Malko Linge, een Oostenrijkse prins en CIA-agent;
- Juanita Cayon, een Colombiaanse schone;